# Pilobatella berlesei
Pilobatella berlesei är en kvalsterart som beskrevs av Sunanda Bhattacharya och Banerjee 1979. Pilobatella berlesei ingår i släktet Pilobatella och familjen Haplozetidae. Inga underarter finns listade i Catalogue of Life.